# Lanciole
Lanciole è una frazione del comune italiano di San Marcello Piteglio, nella provincia di Pistoia, in Toscana.

## Geografia fisica
Il borgo è situato in Val di Forfora, nella punta sud-ovest del comune di San Marcello Piteglio, molto vicino alla Valleriana, talvolta considerato parte di quest'ultima.

## Storia
Di probabile origine etrusca, in età medievale il castello di Lanciole fu una roccaforte ghibellina fino al 1290 quando cadde in mano ai guelfi. Il borgo fu a lungo conteso con la Repubblica di Lucca. Posto sotto la giurisdizione del comune di Pistoia, Lanciole era compreso, insieme a Calamecca e Crespole, nel circondario di porta Lucchese e risultava essere il comune rurale pistoiese con il minor numero di nuclei familiari. Il suo territorio si estendeva fino al confine con Crespole e Serra. Nel 1330 si deliberò che vi si dovesse insediare un giusdicente minore alle dipendenze del capitano della Montagna, con giurisdizione anche su Crespole. Posto sotto il controllo del capitanato, Lanciole mantenne la propria autonomia. Gli statuti, rivisti nell'agosto del 1580, attribuiscono il governo ad un vicario, al quale si affiancavano tre consiglieri. Secondo le disposizioni statutarie, l'operato del vicariato, che restava in carica quattro mesi, doveva essere sindacato dal vicario successore. Attraverso i canoni statutari si possono ricostruire molte informazioni e curiosità sula vita quotidiana della popolazione. Ad esempio il regolamento dietro l’uso del mulino della comunità e alcune informazioni sull’allevamento dei bachi da seta. Nel 1775, in seguito alla riforma leopoldina e all'istituzione della Comunità della Montagna, Lanciole fu incluso nella nuova comunità, perdendo la propria autonomia.

## Monumenti e luoghi d'interesse
- Chiesa di San Bartolomeo[3]: parrocchiale del paese, nel XVII secolo era registrata come Chiesa esente da pieve
- Ponte Vecchio di Lanciole: costruito in pietra ad arcata unica. La sua costruzione potrebbe sia aggirarsi intorno al 1320 nel periodo in cui Castruccio Castracani fu nominato capitano di alcuni paesi della montagna.[4]